# Фардеа (Тимиш)
Фардеа (рум. Fârdea) насеље је у Румунији у округу Тимиш у општини Фардеа. Oпштина се налази на надморској висини од 259 m.

## Прошлост
Аустријски царски ревизор Ерлер је 1774. године констатовао да место "Фурдиа" припада Сарачком округу, Лугожког дистрикта. Становништво је било претежно влашко. Када је 1797. године пописан православни клир ту су била два свештеника Поповића. Пароси, поп Јован (рукоп. 1787) и поп Мартин (1793) служили су се само румунским језиком.

## Становништво
Према подацима из 2002. године у насељу је живело 1919 становника.

### Попис2002.
| Расподела становништва по националности 2002.‍ | Расподела становништва по националности 2002.‍ | Расподела становништва по националности 2002.‍ | Расподела становништва по националности 2002.‍ | Расподела становништва по националности 2002.‍ |
| --------------------------------------------- | --------------------------------------------- | --------------------------------------------- | --------------------------------------------- | --------------------------------------------- |
|                                               |                                               |                                               |                                               |                                               |
| Румуни                                        | Румуни                                        |                                               | 1.845                                         | 96,3%                                         |
| Мађари                                        | Мађари                                        |                                               | 3                                             | 0,2%                                          |
| Роми                                          | Роми                                          |                                               | 48                                            | 2,5%                                          |
| Украјинци                                     | Украјинци                                     |                                               | 19                                            | 1,0%                                          |

### Хронологија
| Година       | 1992 | 1993 | 1994 | 1995 | 1996 | 1997 | 1998 | 1999 | 2000 | 2001 | 2002 | 2003 | 2004 | 2005 | 2006 | 2007 | 2008 | 2009 | 2010 | 2011 | 2012 | 2013 | 2014 | 2015 | 2016 | 2017 |
| ------------ | ---- | ---- | ---- | ---- | ---- | ---- | ---- | ---- | ---- | ---- | ---- | ---- | ---- | ---- | ---- | ---- | ---- | ---- | ---- | ---- | ---- | ---- | ---- | ---- | ---- | ---- |
| Становништво | 2241 | 2184 | 2132 | 2112 | 2077 | 2051 | 2028 | 2005 | 1986 | 1979 | 1968 | 1948 | 1956 | 1960 | 1941 | 1907 | 1897 | 1891 | 1872 | 1832 | 1823 | 1802 | 1778 | 1760 | 1739 | 1716 |